# Ester Sjögren
Ester Lucia Sjögren, född 13 augusti 1992, är en svensk skådespelare och röstskådespelare.

## Filmografi
- 1999 – Tomten är far till alla barnen - Elin
- 2001 – Beck – Hämndens pris  - Elin
- 2005 – Veckopeng eller kyss? - Ulla
- 2006 – Pinsamheter (TV-serie) - Brittany Flune (röst)
- 2006 – Världarnas bok (TV-serie) - Dünya
- 2007 – Kommissarien och havet - I denna stilla natt (TV-serie) - Fanny
- 2008 – Laputa – Slottet i himlen - Prinsessan Shiita (röst)
- 2008 – Abborren
- 2009 – Fallet Ebba - Ebba
- 2010 – Res dej inte! - Tjej 1
- 2010 – Rekordbyrån (TV-serie) - Hjördis
- 2010 – Kompisar på nätet (TV-serie) - Jackie Lee (röst)
- 2010 – Lånaren Arrietty - Arrietty (röst)
- 2011 – Prinsessan Lillifee 2: Den lilla enhörningen - Flicka
- 2011 – Spartikelmysteriet (TV-serie) - Holly (röst)
- 2012 – En plats i solen - Polly Sandman
- 2012 – Lorax - Övriga roller
- 2012 – Yoko - Övriga roller
- 2013 – Kommissarien och havet - Fanny Lönnquist
- 2014 – Natt på museet: Gravkammarens hemlighet - Övriga roller
- 2014 – Rio 2 - Övriga roller
- 2014 – Lego-filmen - Övriga roller
- 2016 – Lego Star Wars: The Force Awakens - Rey (röst)
- 2016 – Your Name - Miki Okudera (röst)
- 2016 – Rock Dog - Darma (röst)
- 2018 – Drakprinsen (TV-serie) - Rayla (röst)
- 2020 – Spring Uje spring - Moa Larsdotter, konststuderande